# آریس آلکسانیان
آریس آلکسانیان (ارمنی: Արիս Ալեքսանյան; انگلیسی: Aris Alexanian؛ زاده ۱۹۰۱ – درگذشته ۲۷ ژوئن ۱۹۶۱) جهانگرد و کارآفرین سرشناس ارمنی‌تبار اهل کانادا بود.

## زندگی‌نامه
وی در سال ۱۹۰۱ در آگین ترکیه به دنیا آمد. به هدف گریختن از آناتولی در جریان نسل‌کشی ارمنی‌ها وی به مدت شش ماه مخفی شده بود. در این دوره وی به ضرب گلوله نیز مجروح شده بود اما در نهایت توانسته بود از کشور بگریزد و در سال ۱۹۲۰ به ایالات متحده و در سال ۱۹۲۱ به کانادا برسد. در ژانویه ۱۹۲۷ در جرج‌تاون با ماری بوغوسیان ازدواج نمود. در اواخر دهه ۱۹۴۰ و اوایل دهه ۱۹۵۰ زیاد برای خرید فرش به خاورمیانه سفر می‌کرد. در سال ۱۹۵۰ آریس شروع به گسترش تجارت فرش خویش کرد و یک فروشگاه دیگر در اتاوا انتاریو افتتاح کرد. آریس در ۲۷ ژوئن ۱۹۶۱ در سن ۶۰ سالگی در همیلتون، انتاریو درگذشت.